# 林祖舜
林祖舜（英語：Joe Lam Cho Shun，1979年2月2日—），香港高登討論區行政總裁、網上服務供應商聯盟創會及現任會長。

## 簡歷
林祖舜早年就讀粉嶺官立小學和上水官立中學，後來入讀香港浸會大學資訊科技系，2001年畢業，之後曾經擔任微軟講師，後來創立自己的科技公司，現為網上論壇高登討論區的行政總裁，曾被批評打壓高登異見人士。
他曾經於2011年角逐2011年香港選舉委員會界別分組選舉的資訊科技界選委，但只得418票，最終未能當選。2012年，他接受採訪稱自己偶像為王維基。

## 著作
- . 虹海文化. 2011年. ISBN 9789881533920.